# Program Mariner
Mariner je porodica američkih interplanetarnih svemirskih letjelica, kojima je cilj bilo istraživanje sljedećih planeta: Merkura, Venere,  i Marsa. Od deset letjelica iz programa sedam je ostvarilo cilj, a tri letjelice su izgubljene. Planirani Mariner 11 i Mariner 12 su evoluirali u Voyager 1 i Voyager 2 iz Voyager programa, dok su Viking 1 i Viking 2 marsovski orbiteri uvećane verzije letjelice Mariner 9. Druge misije zasnovane na letjelicama tipa Mariner, lansirane nakon Voyagera, uključuju Magellan, misiju na Veneru, i Galileo misiju na Jupiter. Druga generacija Mariner letjelica, nazvana serija Mariner Mark II, eventualno je evoluirala u misiju Cassini-Huygens.